# Дискретное преобразование Абеля
Дискретным преобразованием А́беля называют следующее тождество:
{\displaystyle \sum \limits _{k=m}^{n}a_{k}b_{k}=a_{n}B_{n}-a_{m}B_{m-1}-\sum \limits _{k=m}^{n-1}(a_{k+1}-a_{k})B_{k},}
где {\displaystyle n\geqslant m\geqslant 1}, {\displaystyle (a_{k}),(b_{k}),(B_{k})} — последовательности {\displaystyle (k\in \mathbb {N} )}, при этом {\displaystyle B_{k}=b_{1}+b_{2}+\ldots +b_{k}} и {\displaystyle B_{0}=0}. Это преобразование было названо в честь норвежского математика Нильса Хенрика Абеля. В математическом анализе оно используется при доказательстве признака сходимости Дирихле.
Преобразование Абеля является дискретным аналогом интегрирования по частям и иногда называется суммированием по частям.

## Доказательство
Имеем
{\displaystyle {\begin{aligned}\sum _{k=m}^{n}a_{k}b_{k}&=\sum _{k=m}^{n}a_{k}(B_{k}-B_{k-1})=\\&=\sum _{k=m}^{n}a_{k}B_{k}-\sum _{k=m}^{n}a_{k}B_{k-1}=\\&=\sum _{k=m}^{n}a_{k}B_{k}-\sum _{k=m-1}^{n-1}a_{k+1}B_{k}=\\&=a_{n}B_{n}+\sum _{k=m}^{n-1}a_{k}B_{k}-\sum _{k=m}^{n-1}a_{k+1}B_{k}-a_{m}B_{m-1}=\\&=a_{n}B_{n}-a_{m}B_{m-1}-\sum _{k=m}^{n-1}(a_{k+1}-a_{k})B_{k},\end{aligned}}}
что и требовалось доказать.